# Heinrich Rothenburg
Heinrich Rothenburg (* 9. Mai 1884 in Godensholt; † 7. April 1965 ebenda) war ein deutscher Politiker (DDP). Er war von 1923 bis 1925 Abgeordneter des Oldenburgischen Landtages.

## Leben
Der Land- und Gastwirt Rothenburg trat in die DDP ein und amtierte ab 1923 als Bezirksvorsteher in Godensholt bei Apen. 1923 wurde er in den Oldenburgischen Landtag gewählt, dem er bis 1925 angehörte. Im Landtag war er ab Juli 1923 Mitglied des Petitionsausschusses.
Heinrich Rothenburg war verheiratet und hatte sechs Kinder.